# Ausztrál pásztorkutya
Az ausztrál pásztorkutya (Australian Cattle Dog) egy ausztráliai fajta. Ebbe a fajtába tartozott a világ legidősebb, 29 évesen elpusztult kutyája. 

## Története
A 18. században tenyésztették ki Ausztráliában a skót juhász, a dingó, a bullterrier és a dalmata keresztezésével a szarvasmarhacsordák terelésére. Akkoriban, a gyéren lakott Ausztráliában létfontosságú volt, hogy a szarvasmarhacsordák az ország egyik végéből a másikba tudják terelni. Míg az amerikaiak cowboyokat neveltek ki, az ausztrálok genetikai mesterművet alkottak. Ez a fajta talán nem a legszebb, de tökéletesen végzi a munkáját. Tömzsi, robusztus és fáradhatatlan. Helyből hihetetlen ugrásokra és fordulatokra képes. Ezek olyan testi adottságok, amelyek nélkül aligha lehetne megfékezni az önfejű szarvasmarhákat. Városi lakásban nem tartható.

## További tudnivalók
- Marmagasság: 43-48 cm
- Súly: 16-22 kg
- Szőrzet: rövid, kemény
- Fajtacsoport: Pásztor- és juhászkutyák

## Külleme
Erőteljes, zömök testalkatú kutya. Eredetileg a marhák vásárra való hajtásában segédkezett. A hosszú és fáradságos úton hasznát vették bámulatos kitartásának, állóképességének, sokoldalúságának. Munkáját csendben, megbízhatóan, a lehető legkisebb erőbefektetéssel végzi.

## Képgaléria

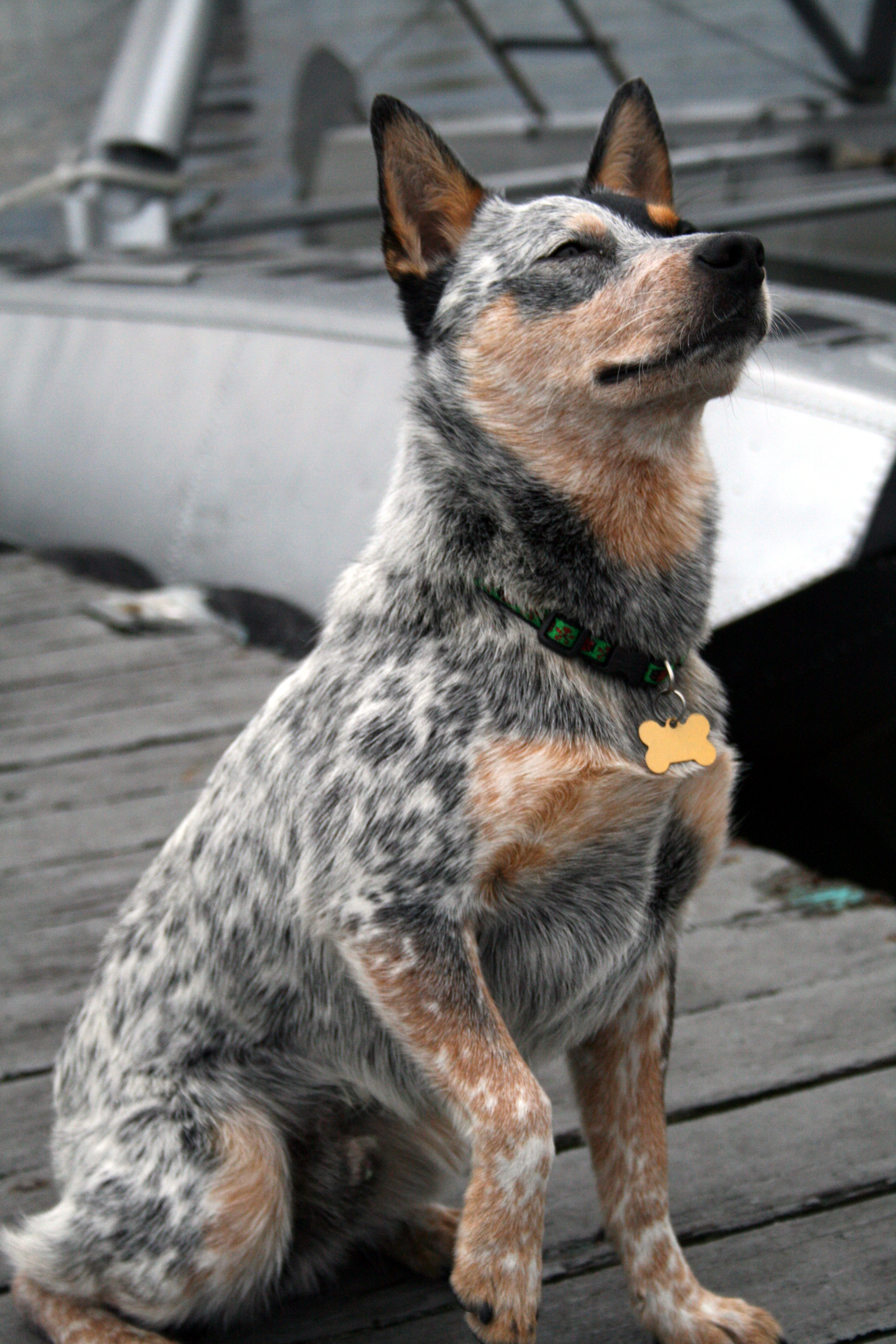
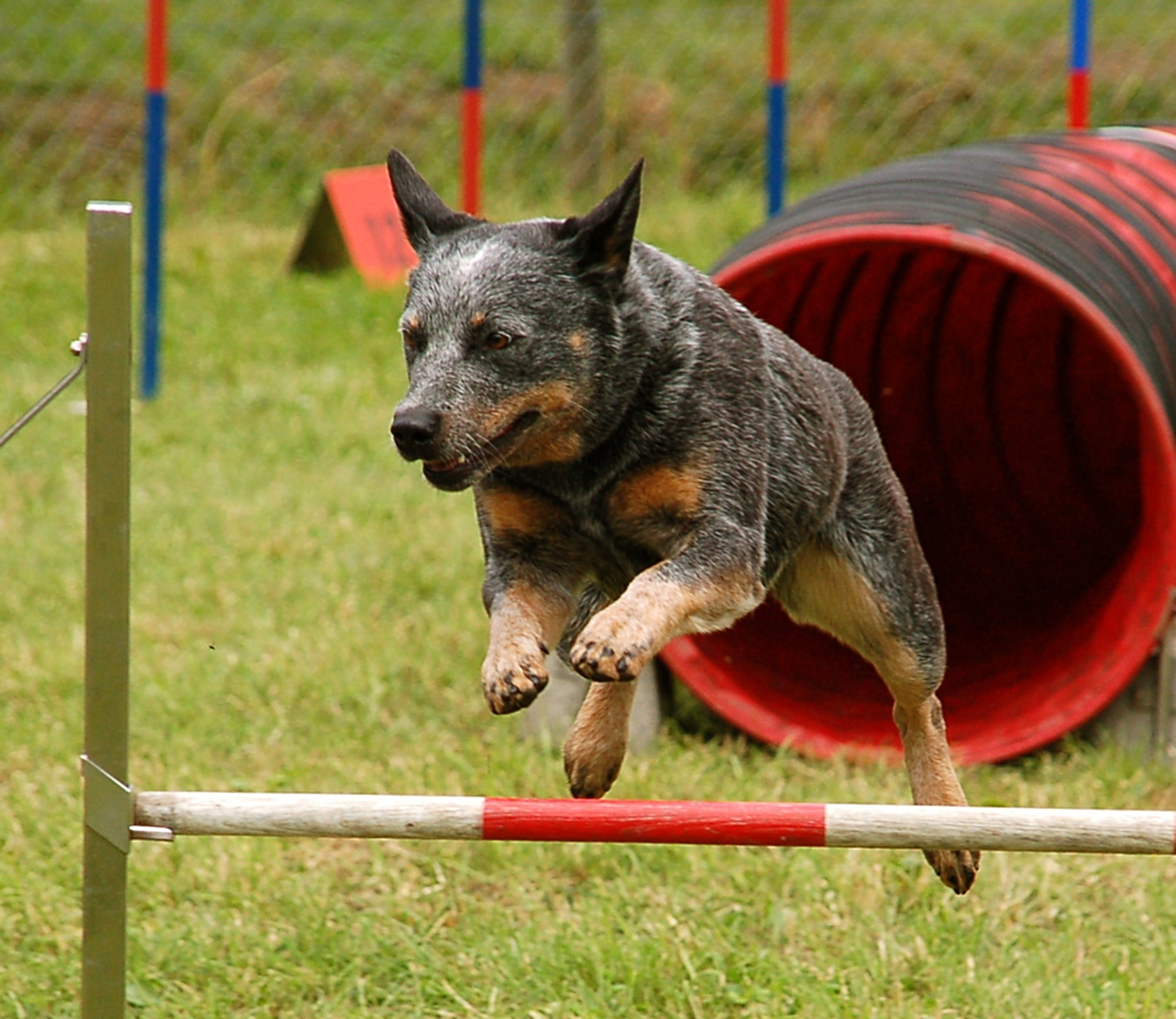
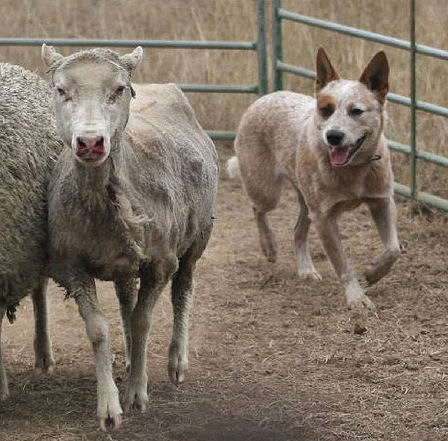
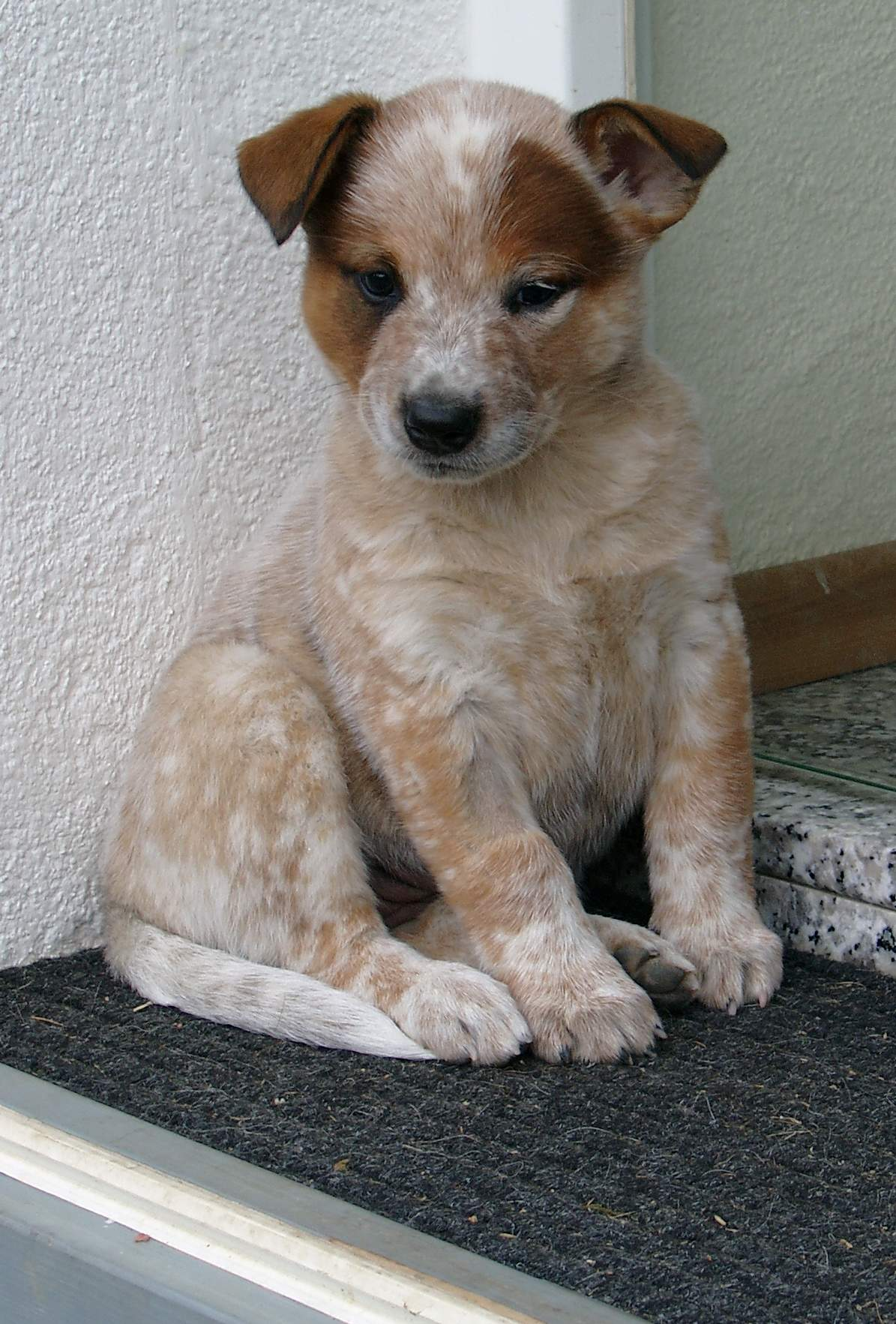
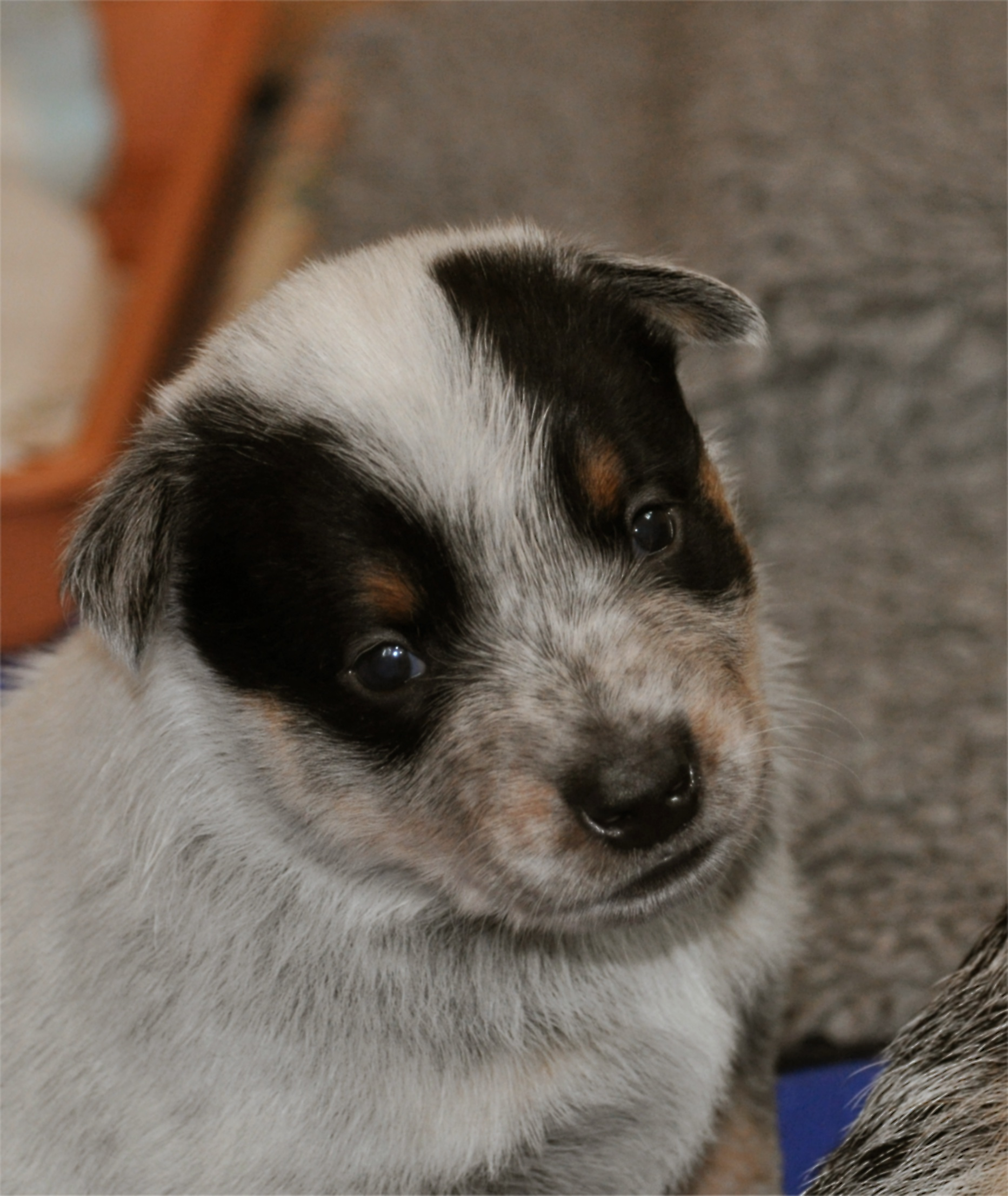

## Jelleme
Természete bátor és elszánt. 